# 電腦斷層血管攝影術
電腦斷層血管攝影術（computed tomography angiography，CTA）又称计算机体层血管成像，是一种利用電腦斷層掃描技术进行的血管攝影检查，属于非创伤性血管成像技术，其可探及全身的所有动脉与静脉血管，包括心、脑、肺、肾、四肢等的血管，最常见的是心脏的冠脉系统、大脑的动脉系统和主动脉系统。
CT血管成像经周围静脉快速注入含碘对比剂，在靶血管对比剂充盈的高峰期，用计算机体层成像（CT）对其进行螺旋扫描且快速采集容积数据，由此数据经计算机处理，进而获得血管影像。

## 技术
利用電腦斷層掃描技术，引入造影剂使血液对X射线的通透性降低，使血管显示为高密度影像，从而将血管与其它组织区分开来。（正常情况下血液为低密度影；一般情况下，在X射线影像中，高密度显示为白色，低密度显示为黑色，而透视与之相反。）通常，为便于观察病变，要通过计算机进行影像重建，以显示不同切面上的图像。

## 四维電腦斷層血管攝影
四维電腦斷層血管攝影可利用数字减影技术，动态地观察血液从大脑动脉流向静脉的情况。

## 临床应用
電腦斷層血管攝影通常用于:
- 检查脑或心（冠脉）动脉的血流情况以明确有无狭窄、闭塞或栓塞。
- 检查主动脉或其他动脉是否有假性动脉瘤或夹层，并可明确其位置、大小或分型。假性动脉瘤或主动脉夹层破裂可危及生命。
- 明确脑血管是否存在脑血管畸形或血管瘤。

## 获益与风险
获益
- CTA可用于检查全身各重要脏器的动静脉血管，及时发现狭窄指导治疗。
- CTA显示的血管的解剖细节比磁共振血管成像（MRA）或超声更准确。
- 相较于传统的经动脉导管的血管造影，CTA引起的创伤更小，造影剂可通过前臂静脉注射，因此更加安全。
- CTA可作为一种有效的动脉病变的筛查手段，因为它创伤小、耗时短、也更经济。

风险
- 造影剂可能引起过敏。造影剂通常是含碘的药物，碘可引起严重的过敏反应。检查前需先做造影剂过敏性试验，对碘剂过敏的患者可用特殊的不含碘造影剂代替。
- 肾功能不全的患者应避免做CTA检查，因为造影剂通常通过肾脏代谢，其可能进一步损害肾功能。
- 在静脉注射造影剂时如果造影剂大量渗漏到皮下可能会导致皮肤损害。
- 与其他成像方式相比，CTA的电离辐射剂量很大……根据患者的年龄和检查方法，CTA可能会导致罹患癌症风险显著增加[1]。然而，在许多临床实践中进行CTA检查的获益远大于这种风险。